# Microserica iridicolor
Microserica iridicolor är en skalbaggsart som beskrevs av Moser 1922. Microserica iridicolor ingår i släktet Microserica och familjen Melolonthidae. Inga underarter finns listade i Catalogue of Life.